# Parco nazionale del Pindo
Il parco nazionale del Pindo (Εθνικός Δρυμός Πίνδου, Ethnikos Drymós Pindou), conosciuto anche come Valia-Kalda, è un parco nazionale greco situato in una zona montagnosa isolata della Macedonia Occidentale, all'interno della periferia dell'Epiro, nella parte nord-orientale della catena montuosa del Pindo. È stato fondato nel 1966 e ricopre una superficie di 6927 ha.
L'altitudine media del parco è compresa tra i 1076 e i 2177 m s.l.m. ed è caratterizzato da fitti boschi di pino nero e faggio, e presenta diversi picchi che superano i 2000 m, torrenti rapidi e laghi di montagna. La zona appartiene alla più vasta ecoregione delle foreste miste dei monti del Pindo e copre una parte rappresentativa dell'omonima catena. Inoltre appartiene alla rete ecologica delle aree protette di Natura 2000 ed è uno dei tre luoghi in Grecia che ospita una popolazione di orso bruno. Sono presenti, oltre all'orso, anche il capriolo, il cinghiale, lo sciacallo dorato, la volpe, il gatto selvatico, il coniglio selvatico e il lupo, insieme a varie specie di uccelli e alcuni rettili e anfibi.
Nelle parti scoscese e rocciose del parco, così come nelle aree con foreste di faggio, vive il camoscio dei Balcani (Rupicapra rupicapra balcanica).